# Skotská whisky

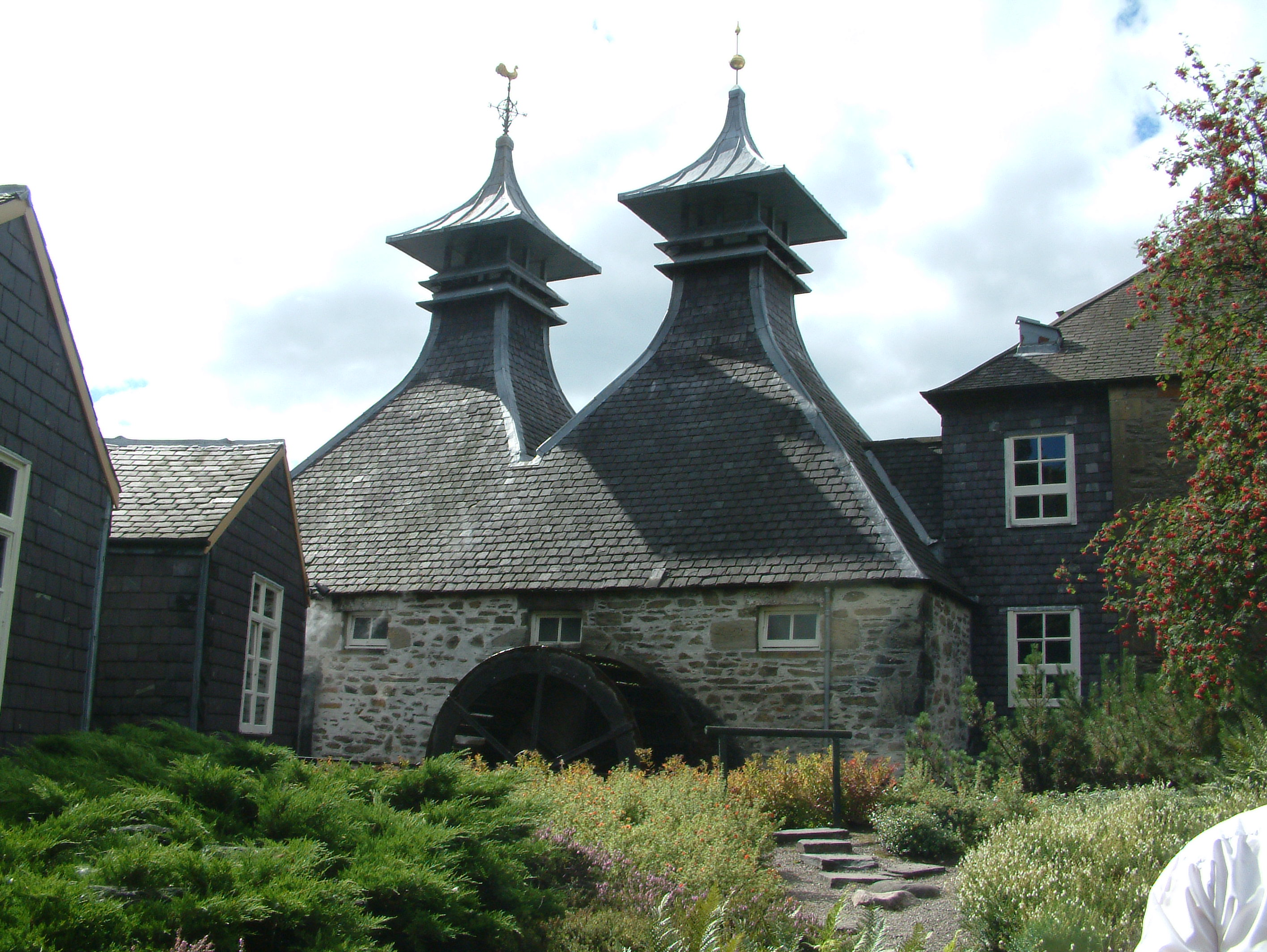
Palírna společnosti Strathisla ve městě Keith, kde se vyrábí vícedruhová Chivas Regal

Skotská whisky, nebo také jen „skotská“, je whisky, která je destilována výhradně ve Skotsku, a to za jasně určených podmínek a zákonů týkajících se výroby tohoto druhu alkoholického nápoje.
Skotská je světoznámý druh whisky, který se vyváží do celého světa a je odborníky uznávaná jako jedna z nejlepších druhů.[zdroj?] Dlouhá historie výroby (pálení) spolu se skotskou kulturou, kam whisky neodmyslitelně patří, zajišťuje dlouhodobý kvalitativní standard. V současnosti jsou nejznámější dvě verze skotské whisky - čistá sladová (single malt) a míchaná (blended).

## Definice

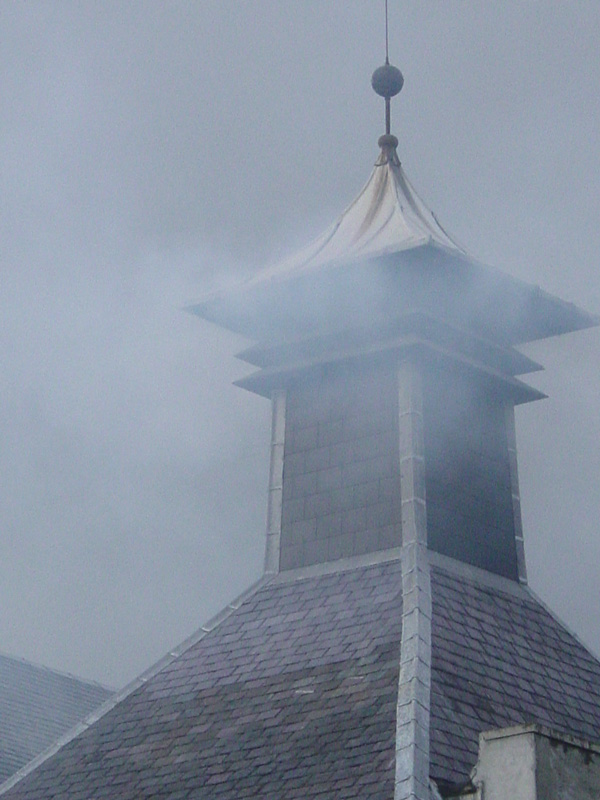
Klasická věž palírny, dříve sloužící k odvodu páry a kouře

Aby mohla být whisky nazývána skotskou, musí podle skotského, potažmo britského zákona o Skotské whisky (anglicky: Scotch Whisky Order of 1990 (UK) a Scotch Whisky Act of 1988) splňovat následující podmínky:
1. Musí být vypálena ve skotské palírně z vody a sladového ječmene, fermentována na základě enzymového systému, s možností přidání dalších druhů obilného zrna.
2. Po základní destilaci musí tekutina obsahovat méně než 94,8 % alkoholu, aby se zachovala příchuť způsobená fermentací.
3. Musí uzrávat po dobu nejméně tří let a jednoho dne na území Skotska v dubových sudech.
4. Nesmí obsahovat jiné přísady, než je voda a karamelové barvivo.
5. Do lahví se smí stáčet pouze whisky s obsahem alkoholu nejméně 40 %.

Žádný jiný druh whisky nesmí být na území Skotska vyráběn.

## Historie destilace ve Skotsku
Pálení whisky má ve Skotsku dlouhou tradici a o prvopočátcích výroby není mnoho dochovaných informací. První dostupné údaje o várce jsou z konce 15. století, přesněji z roku 1494, kdy je v královských účetních knihách uveden prodej ječmene klášteru za účelem výroby aqua vitae. Míní se, že vaření dorazilo do Skotska z Irska někdy v 6. století. Přesný rok však není znám, ale ví se, že spolu s pálením se vybíraly i poměrně vysoké daně z této činnosti. Kvůli daním se také rozšiřovala výroba whisky načerno a proti tomuto „trendu“ zasahovali speciální výběrčí daní a hledači „černých“ palíren.[zdroj?] S výběrem daní se započalo v 17. století. Daně byly také hlavním důvodem, proč se palírny vyskytovaly hlavně na odlehlých místech. V 19. století napomohl technickému rozvoji palíren pokrok dopravy a infrastruktury, základní způsoby varu však zůstaly stejné.

## Slovo „whisky“
Toto slovo je odvozeno z gaelštiny, z výrazu „uisge beatha“ (lat. aqua vitae), což v překladu znamená „voda života“, nebo také „živá voda“. Časem se tento název zkrátil a začal se vyslovovat usky, což už je kousek k odvozenině whisky.
Existuje dvojí způsob psaní názvu tohoto destilátu, přičemž obecně platí, že výraz whiskey se používá pro produkty vyrobené v Irsku (irská whiskey) a ve Spojených státech amerických (U. S. whiskey), naproti tomu ve Skotsku, Kanadě a většině ostatních zemí se píše whisky. V angličtině se používá výraz „Scotch“ nebo „Scotch whisky“ (nikoli scottish whisky), ale ve Skotsku pouze „whisky“.[zdroj?]

## Výroba

### Suroviny
Voda: Nejdůležitější součástí procesu vaření a výroby skotské whisky je voda. Voda by měla být skotská, přímo z vřesoviště. Měla by protékat březovými kořeny a rašelinou. Jenom taková voda dává při pálení a filtrování whisky tu předepsanou barvu, vůni a chuť. Pro palírnu je voda prvořadou záležitostí a není nijak neobvyklé, že palírny vykoupí všechny pozemky v okolí vlastního vodního zdroje. Tím se snaží zabránit jakékoli kontamanici půdy, respektive vody. Skotské palírny většinou používají měkkou vodu s malým procentem minerálů. Nepsaným pravidlem je délka doby strávené v podzemí, čím déle, tím lépe.
Obiloviny:

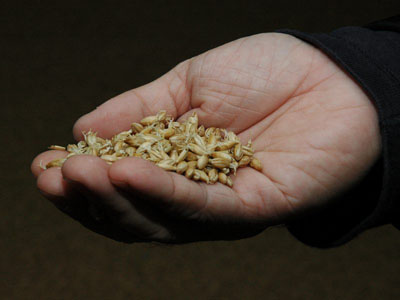
ječný slad

- Ječmen: První skotská byla vyrobena z ječmene, jakožto nejodolnější obilniny. Pro výrobu whisky je důležité u ječmene kontrolovat, zda není napaden plísní a kolik obsahuje dusíku v zrnech, jelikož čím vyšší je obsah dusíku, tím méně uhlohydrátů se v průběhu sladování promění v cukry. Cukry jsou důležité pro vývoj kvasinek a vznik alkoholu.[2]
- Oves: Výroba whisky z ovsa je již dávno minulostí. Výrobci whisky z této obiloviny museli být neustále ve střehu, neboť jeho lepkavý charakter s sebou přinášel nebezpečí, že se kotle ucpou a explodují.[zdroj?] Poslední známou palírnou, která využívala ovsa, byla snad Irská Midleton, okolo roku 1975.[zdroj?]

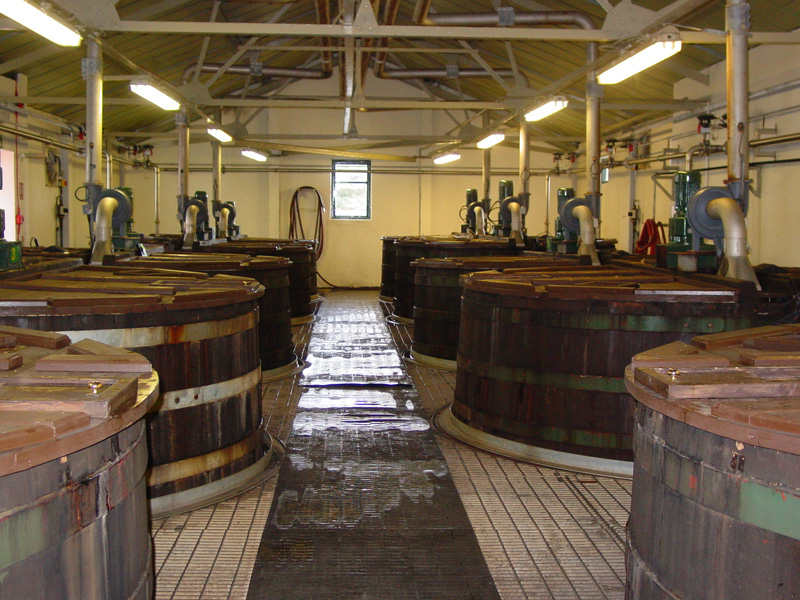
Míchání s vodou

### Základní procesy
Skotská sladová whisky se vyrábí zásadně z ječmene. Od 60. let 20. století se používala odrůda golden promise, která vytváří ořechovou, tělnatou příchuť a která je odborníky vnímána jako nejkvalitnější[zdroj?], a tudíž nejvhodnější pro výrobu whisky. Přesto jako odrůda je velmi málo výnosná, což vedlo k tomu, že ve většině palíren ji nahradily výnosnější odrůdy ječmene. Ten se namočí ve vodě a poté se rozprostře na podlaze sladovny a nechá se naklíčit. Ječmen se pravidelně obrací, aby se předešlo zapaření. Dříve se používaly dřevěné lopaty, kterými se ječmen vyhazoval do vzduchu. Tento proces se odehrával ve sladovně poblíž pecí.[zdroj?] Během klíčení se v zrnech ječmene aktivují enzymy, které štěpí škroby na zkvasitelné cukry. Po šesti až sedmi dnech klíčení se ječmen, kterému se nyní říká zelený slad, usuší v peci, aby se zabránilo dalšímu klíčení. Teplota pece se udržuje na 70 °C, neboť při větší teplotě by se enzymy zničily.[zdroj?] Ve Skotsku se k vytápění pece často používá rašeliny, která pak dodává whisky charakteristickou kouřovou chuť. Je třeba také upozornit, že v současné době si mnohé palírny již slad samy nepřipravují, ale kupují jej od specializovaných výrobců, stejně jako ne veškerý ječmen se suší nad ohněm z rašeliny.
Vysušený slad se pomele na hrubou mouku (grist) a smíchá se v ocelové kádi s horkou vodou (67 °C – 68 °C).[zdroj?] Kvalita čisté skotské vody je nesmírně důležitá, neboť výsledná chuť whisky je ovlivněna i tímto faktorem. Charakter vody totiž ovlivňuje nejen hornina, v níž pramení, ale i krajina, kterou protéká, než se dostane do palírny (protéká-li například horninou bohatou na minerály, výsledná chuť whisky je poté ostřejší;[zdroj?] protéká-li lučinami, vřesovišti, kapradinou či rákosím, výsledná chuť může mít bylinnou,[zdroj?] trávovou či květinovou příchuť[zdroj?]). Směs sladu a vody se bez přestání míchá, čímž se umožní přeměna škrobu v cukr. Produktem tohoto procesu je cukernatá kapalina (wort). Po odčerpání první várky se přidá voda vyšší teploty a proces se opakuje. Zbytky mouky usazené na dně kádě (draff) se následně zpracovávají na krmivo pro dobytek.[zdroj?] Tato „odpadová“ výroba přináší firmám druhotné zisky.[zdroj?]

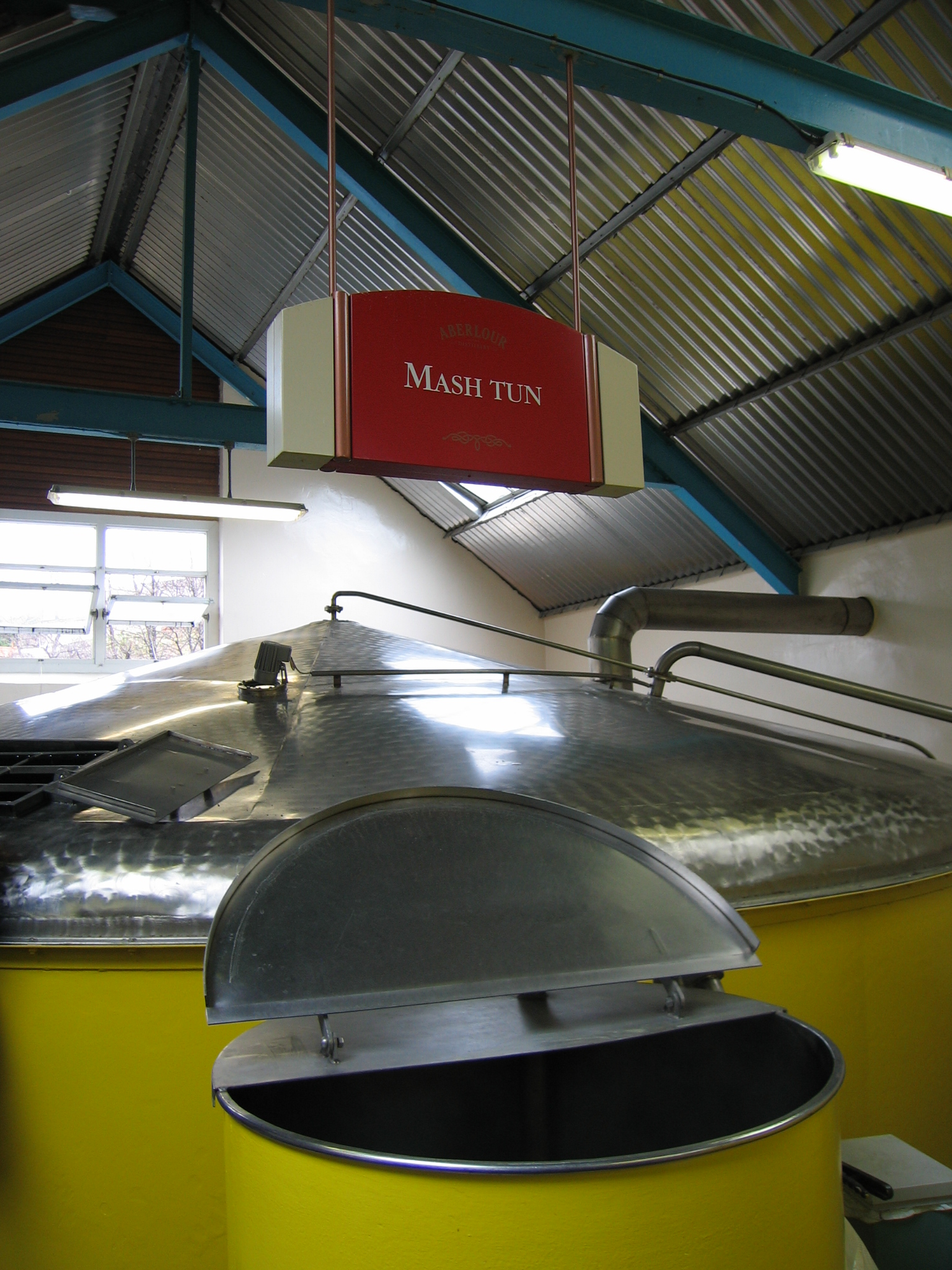
Fermentace

Cukernatá kapalina (wort, rmut, nebo též sladina) se nechá ochladit na 20 °C, přečerpá se do velikých dřevěných kádí (washbacks), kde probíhá fermentace, a přidají se fermety – kvasinky (zjednodušeně – kvasinky jsou organismy, které se živí cukrem a produkují alkohol). Vedlejším produktem je malé množství sloučenin (zvaných congeneres), které dávají whisky ojedinělou chuť. Každá fermentační hala má své vlastní kvasinky, které tvoří charakteristické, zejména ovocné a kořeněné chuti a vůně.[zdroj?] Výslednou chuť a vůni ovlivňuje i materiál, z něhož je kvasná nádoba vyrobena. Ve dřevě, z něhož jsou většinou kvasné nádoby vyrobeny, se uchovává vlastní mikroflóra, která je vedle mikroklimatu palírny a jejího okolí pro každou jednotlivou palírnu naprosto jedinečná.[zdroj?]
Během kvašení se též uvolňuje oxid uhličitý, což má za následek, že obsah kádě velmi výrazně pění. Případnému přetečení zabraňují otáčivé štíty, které rozrušují vznikající pěnu. Zhruba po dvou dnech je kvašení u konce a polotovar (wash) nyní obsahuje 6–8 % alkoholu.[zdroj?]
Pro destilaci skotské sladové whisky se používá tzv. periodicky pracující destilační přístroj (pro výrobu obilné whisky, která se používá pro přípravu blended whisky, se používá průmyslového nepřetržitě pracujícího kolonového destilačního přístroje). Tvar destilačního přístroje se liší oblast od oblasti. Jeho tvar nicméně nejspíše jistým způsobem[zdroj?] ovlivňuje vlastnosti a výslednou charakteristiku whisky, a tak se každá palírna stará o to, aby se tvar kotle nezměnil (traduje se dokonce, že pokud již musí dojít k výměně přístroje, jsou u nového vyklepávána, případně záplatována stejná místa jako u přístroje předchozího).[zdroj?] Během destilace se kotle zahřejí těsně pod bod varu vody. Alkohol a jiné sloučeniny se začnou vypařovat a stékat hrdlem destilačního kotle buď do kondenzátoru, nebo do měděné spirály ponořené do tekoucí studené vody. Při tomto procesu se páry srazí zpět do tekutého stavu.

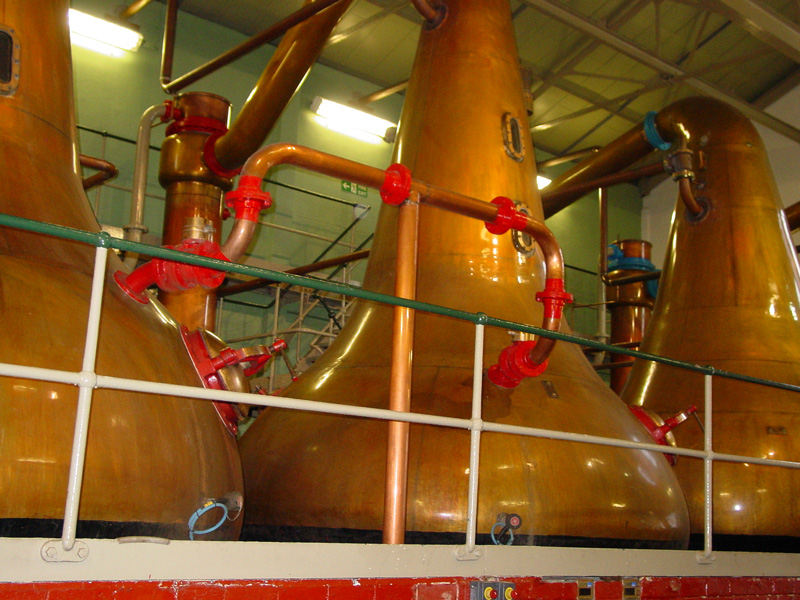
Destilace probíhá v typických baňatých nádobách z mědi

Wash se destiluje dvakrát (u některých skotských palíren však i třikrát),[zdroj?] nejprve ve větším kotli, kde se oddělí alkohol od vody, kvasinek a jiných odpadů (ani tento odpad nepřijde vniveč – opět se zpracuje jako krmivo pro dobytek, který je potom vzhledem k nízkému obsahu alkoholu i veselejší…). Vzniklému destilátu se nyní říká lehké víno, kde se obsah alkoholu pohybuje okolo 20 %. Tímto je výsledná tekutina připravena ke druhé destilaci. Během této fáze se nejprve vypaří těkavější alkoholy (foreshots), které stejně jako závěrečné, olejnaté alkoholy, musí být odčerpány zpět do kádě s lehkými víny další várky, kde jsou promíchány a připraveny k nové destilaci. Pouze ten nejčistší destilát (heart of the run) se shromáždí v bezpečně uzamčené nádrži. Tato část destilátu má okolo 68–70 % alkoholu.[zdroj?]
Všechen destilát musí projít bezpečně uzamčenou nádrží. Klíče od této nádrže má pouze jmenovaný zaměstnanec celní správy či výběrčí daní.[zdroj?] Lihovarník se musí při rozhodnutí, kdy začít stáčet nejkvalitnější část destilátu (heart of the run) do sudu, spoléhat pouze na svou léta střádanou zkušenost.
Po této destilaci se někdy nehotová whisky mísí s vodou. Voda a její vlastnosti jsou také nesmírně důležité pro konečnou chuť.

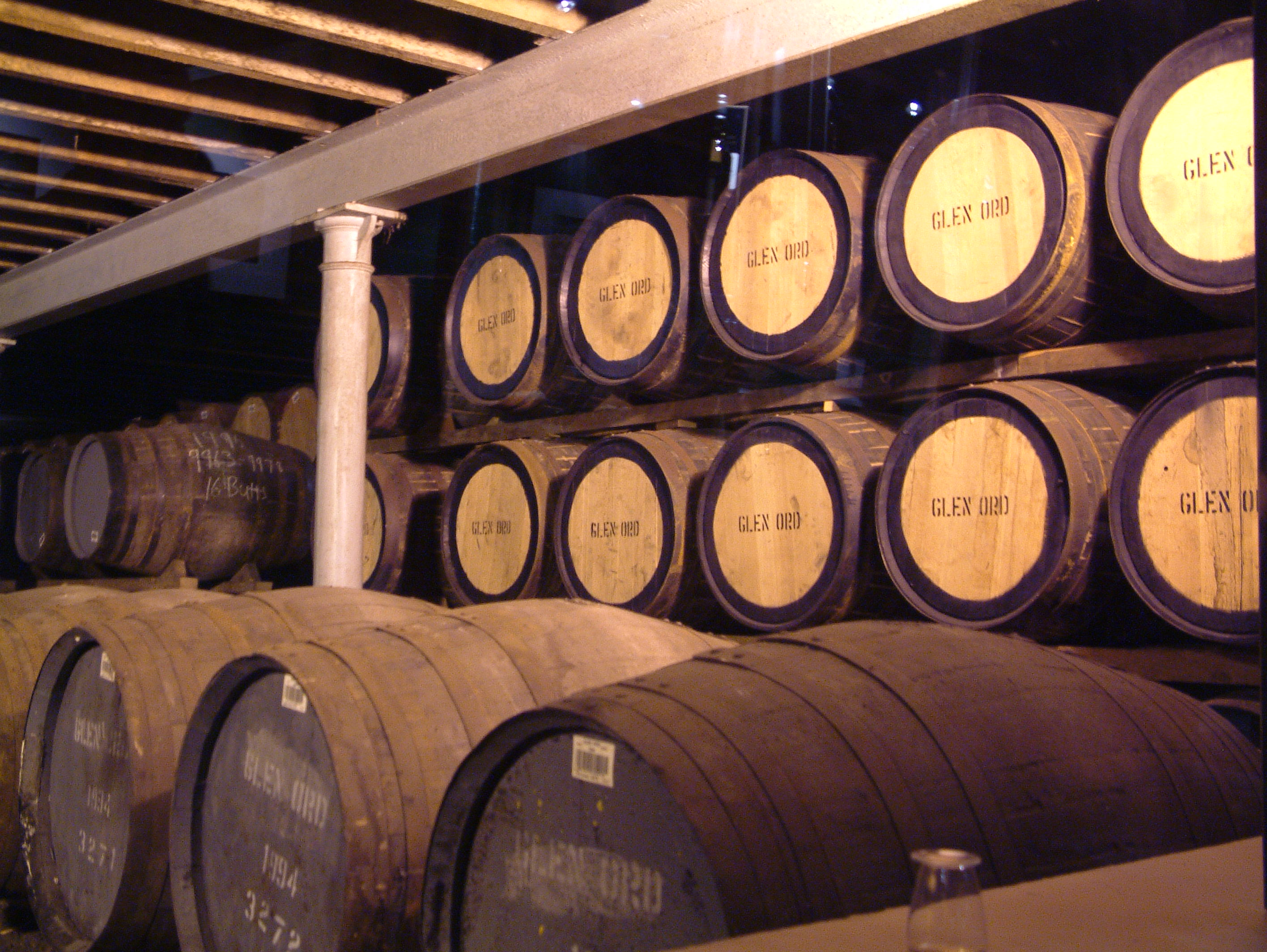
Skladování v tradičních dřevěných sudech - palírna Glen Ord

Whisky dozrává pouze v sudech, nikoliv v láhvi (koupíte-li si láhev dvanáctileté whisky a necháte-li si ji doma dvacet let, máte stále láhev dvanáctileté whisky, nikoliv dvaatřicetileté whisky). Ke zrání skotské whisky se používají zásadně již použité sudy (nejčastěji po bourbonu, sherry, skotské whisky, občas i po portském, rumu či dokonce například po vínu cabernet sauvignon).
Podle zákona musí všechna skotská whisky zrát minimálně tři roky, nicméně většinou se nechává zrát nejméně osm, zpravidla však deset, dvanáct, patnáct, jednadvacet, ale třeba i více let. Opět záleží na výrobci. Obecně platí, že čím starší, tím je whisky kvalitnější a dražší. Při zrání se průměrně ročně odpaří 2 procenta objemu (jedná se o tzv. "andělský podíl"), takže množství vyrobené whisky se počítá až při stáčení do lahví, kdy také samotné zrání končí. Daň z whisky se platí až z konečného množství v lahvích.[zdroj?]
Dnešní výrobu whisky v průměrné palírně stačí obsloužit tři pracovníci za směnu,[zdroj?] neboť i zde proběhla modernizace výrobních postupů.

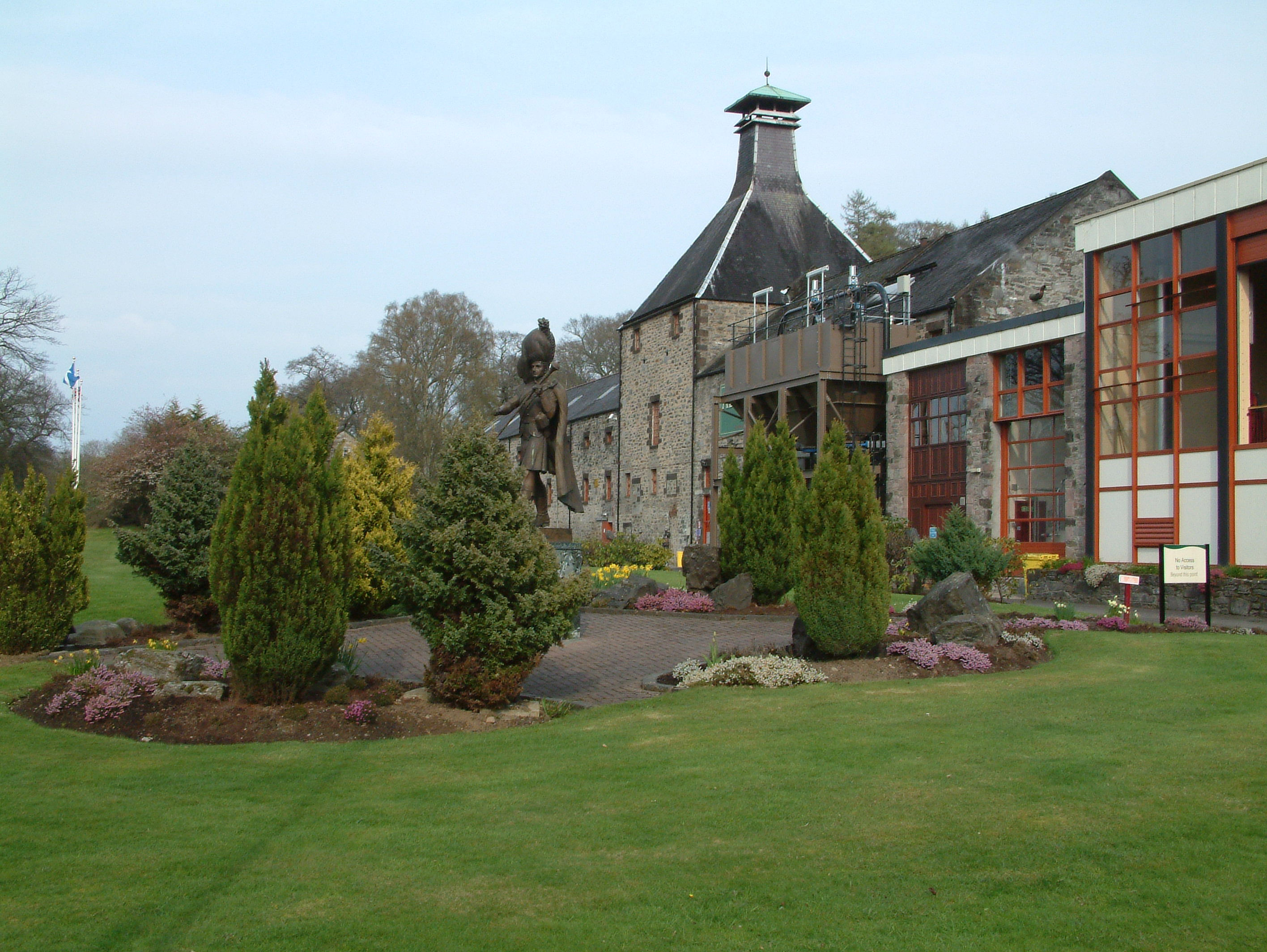
Palírna whisky Aberfeldy v oblasti Vysočiny

## Druhy
V roce 2005 vydala Asociace skotské whisky (the Scotch Whisky Association) nová pravidla pro pojmenování druhů skotské, jež mezi odbornou veřejností způsobily spíše rozpaky. Nicméně 17. listopadu 2009 byl přijat nový zákon, který přesně definuje, co je whisky, včetně povoleného názvosloví.[zdroj?]
Základní druhy jsou „obyčejná – jednodruhová“ (single) a „vícedruhová“ (blended). Single pochází pouze z jedné destilerie, kdežto blended je smíchána ze dvou i více druhů skotské whisky.
Základní dělení je na:
- Single malt – vyrábí se výhradně z ječmenného sladu, který se ředí vodou, pomocí kvasnic se zakvasí a nakonec se destiluje v destilačním kotli (tzv. periodicky pracující destilační přístroj). Na lahvi poté musí být uvedeno Single malt, což znamená, že pochází z jediné palírny a nemíchá se s whisky z ostatních palíren.
- Blended Malt – je whisky smíchaná minimálně ze dvou, častěji však z více druhů single malt whisky z rozličných destilerií.
- Single Grain – vyrábí se převážně z nesladovaného obilí, tedy z ječmene, žita, pšenice nebo kukuřice, a je destilována ve sloupcovitém patentním destilačním aparátu, tzv. kontinuálně pracujícím destilačním přístroji, jenž umožňuje méně náročný, a tím i levnější destilační proces.
- Blended grain – whisky míchaná minimálně ze dvou, častěji však z více druhů grain whisky z rozličných destilerií.
- Blended Scotch – whisky míchaná ze single malt whisky a grain whisky, obsahuje obvykle 15–40 různých malt whisky a 2–3 grain whisky.

Tímto zákonem je navíc výslovně zakázáno používat výrazy, jako je např. vatted whisky apod.

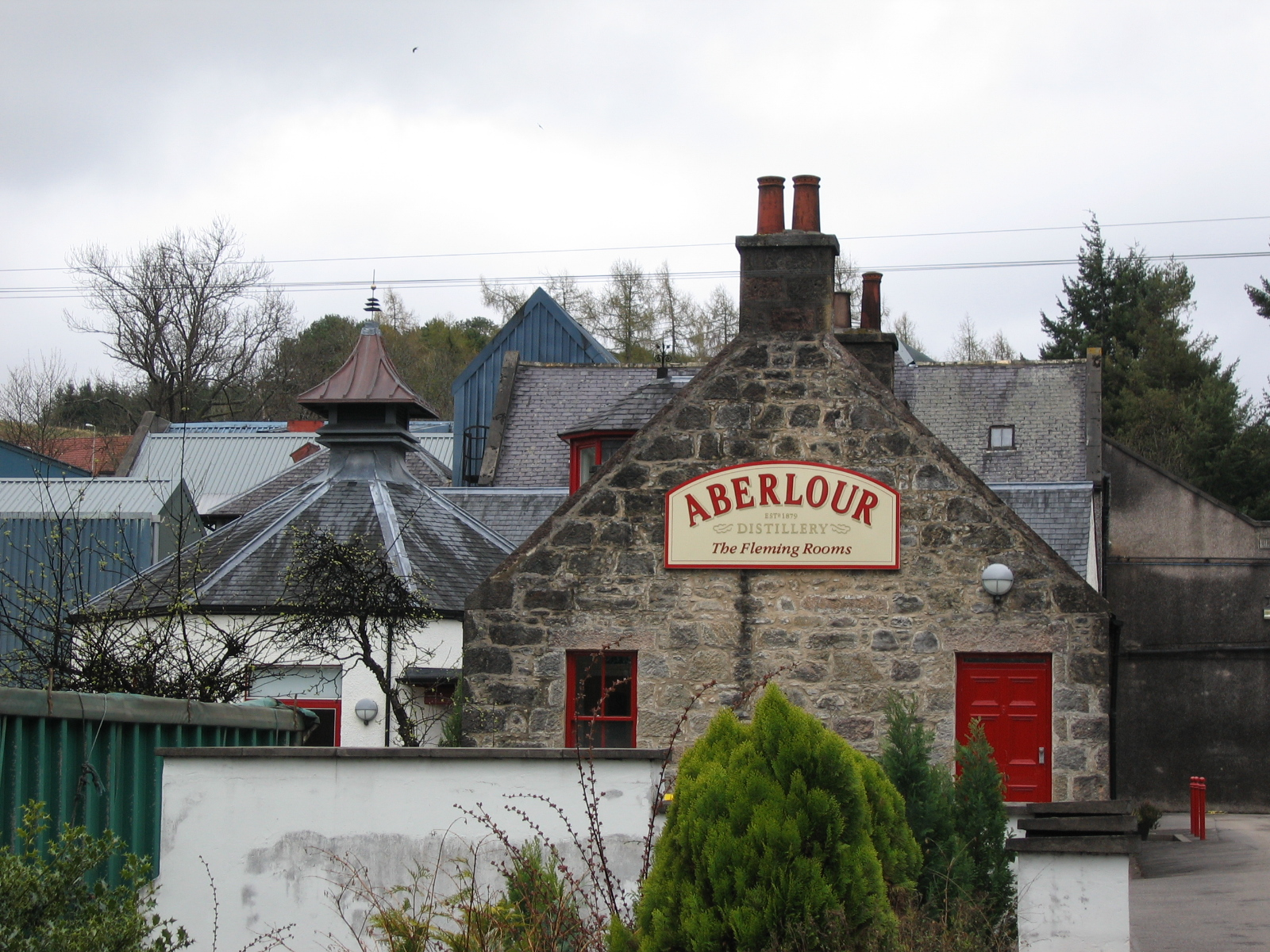
Palírna whisky Aberlour v oblasti Speyside

### Regionální třídění dle palíren a značek
Pevnina:
- Severní vysočina (Northern Highlands): Balblair, Dalmore, Glenmorangie, Glen Ord, Teaninich
- Východní vysočina (Eastern Highlands): Fettercairn, Glencadam, Glen Garioch, Royal Lochnagar
- Nížina (Lowland): Auchentoshan, Bladnoch, Glenkinchie, Inverleven, Littlemill, Rosebank, St. Magdalene
- Oblast Campbeltown: Glengyle, Glen Scotia, Springbank
- Oblast Perthshire: Aberfeldy, Blair Athol, Dalwhinnie, Deanston, Edradour, Glengoyne, Glenturret, Loch Lomond, Tullibardine

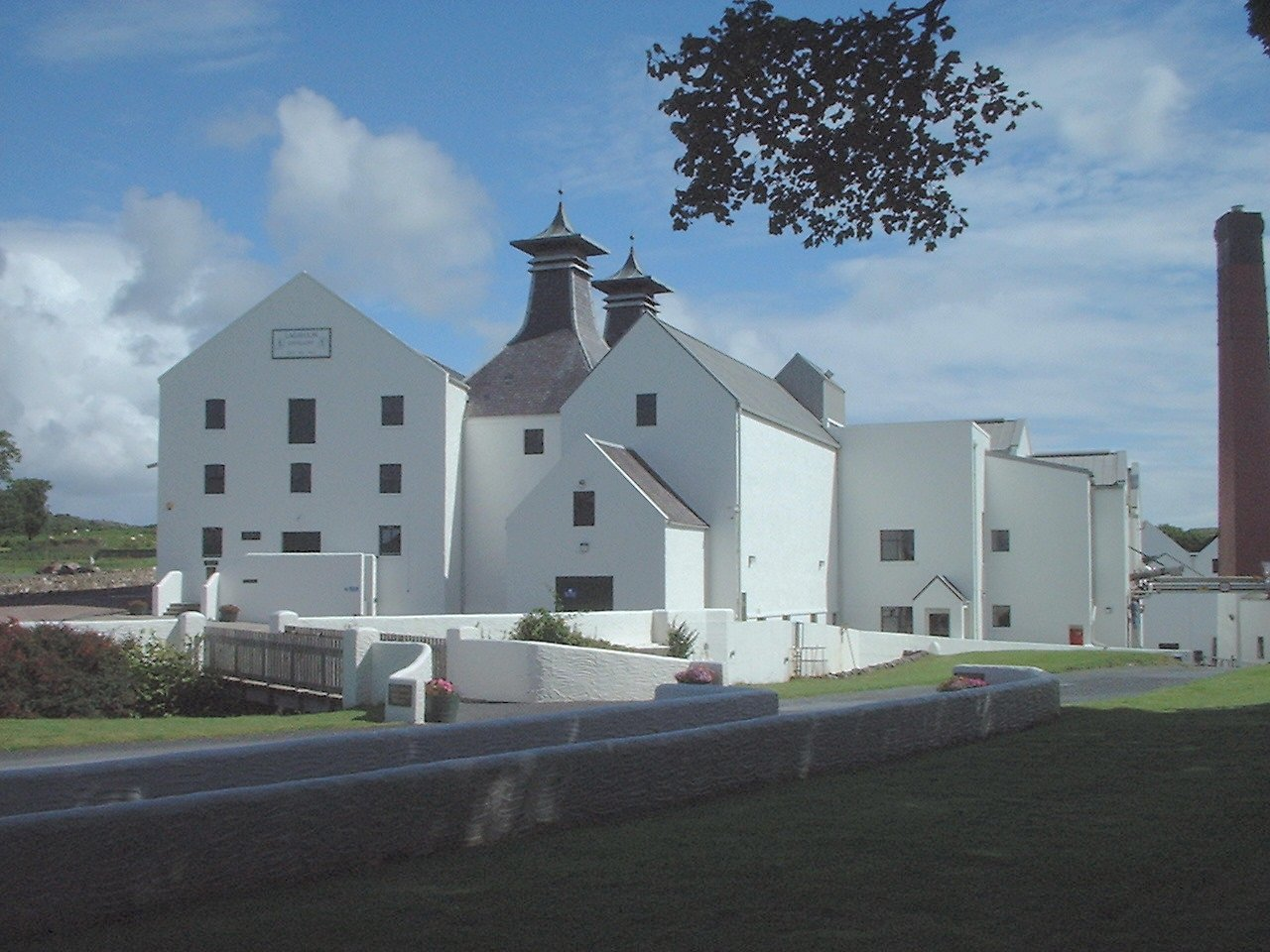
Palírna whisky Lagavulin na ostrově Islay

- Speyside, dělení podle měst a vesnic:
  - Aberlour – Aberlour, Benrinnes, Dailuaine, Imperial
  - Ballindalloch – Cragganmore, Glenfarclas, The Glenlivet
  - Craigellachie – Craigellachie, The Macallan
  - Dufftown – Allt-A-Bhainne, Balvenie, Dufftown, Glendullan, Glenfiddich, Kininvie, Mortlach, Pittyvaich
  - Elgin – Benriach, Glen Elgin, Glenlossie, Glen Moray, Linkwood, Longmorn, Mannochmore, Miltonduff
  - Keith – Aultmore, Glen Keith, Strathisla, Strathmill
  - Knockando – Cardhu, Knockando, Tamdhu
  - Mulben – Auchroisk, Glentauchers
  - Rothes – Caperdonich, Glen Grant, Glenrothes, Glen Spey, Speyburn
  - ostatní palírny oblasti: Ardmore, Braeval, Glenburgie, Glendronach, Glenglassaugh, Inchgower, Knockdhu, Macduff, Royal Brackla, Speyside, Tamnavulin, Tomatin, Tomintoul, Tormore

Ostrovy:

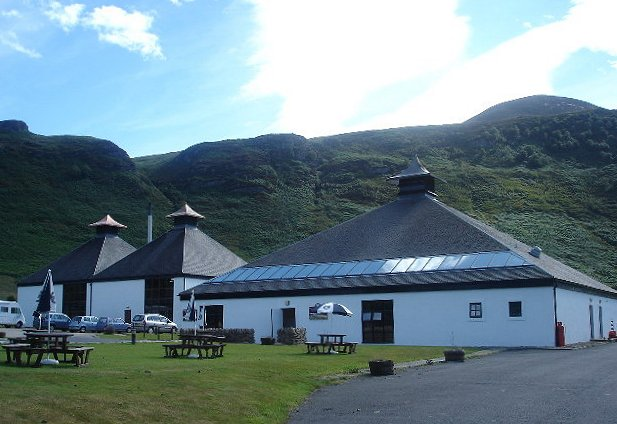
Palírna whisky Isle of Arran na ostrově Arran

- Orkneje a sever Skotska: Clynelish, Highland Park, Pulteney, Scapa
- Západní Skotsko a ostrovy Arran, Jura, Mull, Skye – Palírny: Ben Nevis, Isle of Arran, Isle of Jura, Oban, Talisker, Tobermory
- Ostrov Islay: Ardbeg, Bowmore, Bruichladdich, Bunnahabhain, Caol Ila, Kilchoman, Lagavulin, Laphroaig, Port Ellen

## Prodej a podpora prodeje

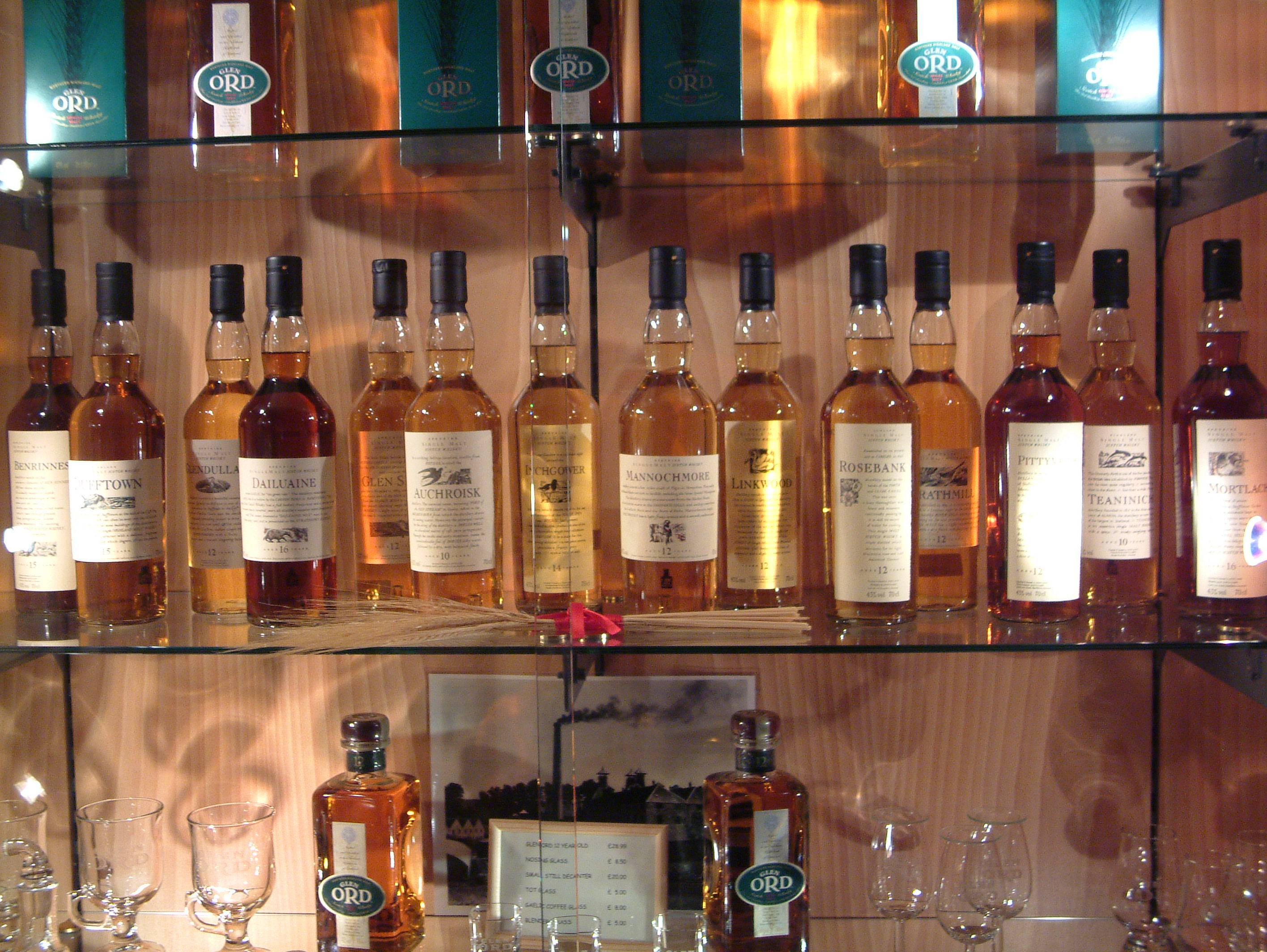
Lahve naplněné whisky určené k prodeji

Skotská má u zákazníků veliký ohlas, jež přivedla spolu s kvalitou tento druh whisky na vrchol mezi spotřebiteli. Po celé Zemi lze zakoupit skotskou whisky jak v supermarketech, tak ve specializovaných prodejnách, kde se lze často dozvědět informace jak o historii, tak o výrobě a skladování nebo o správném konzumování.
Mnoho palíren umožňuje prohlídky přímo výrobních prostorů ve Skotsku, kde lze kromě ochutnávky nakoupit i mnoho věcí spojených s whisky, které jsou jinde často těžko k dostání.

## Zajímavost

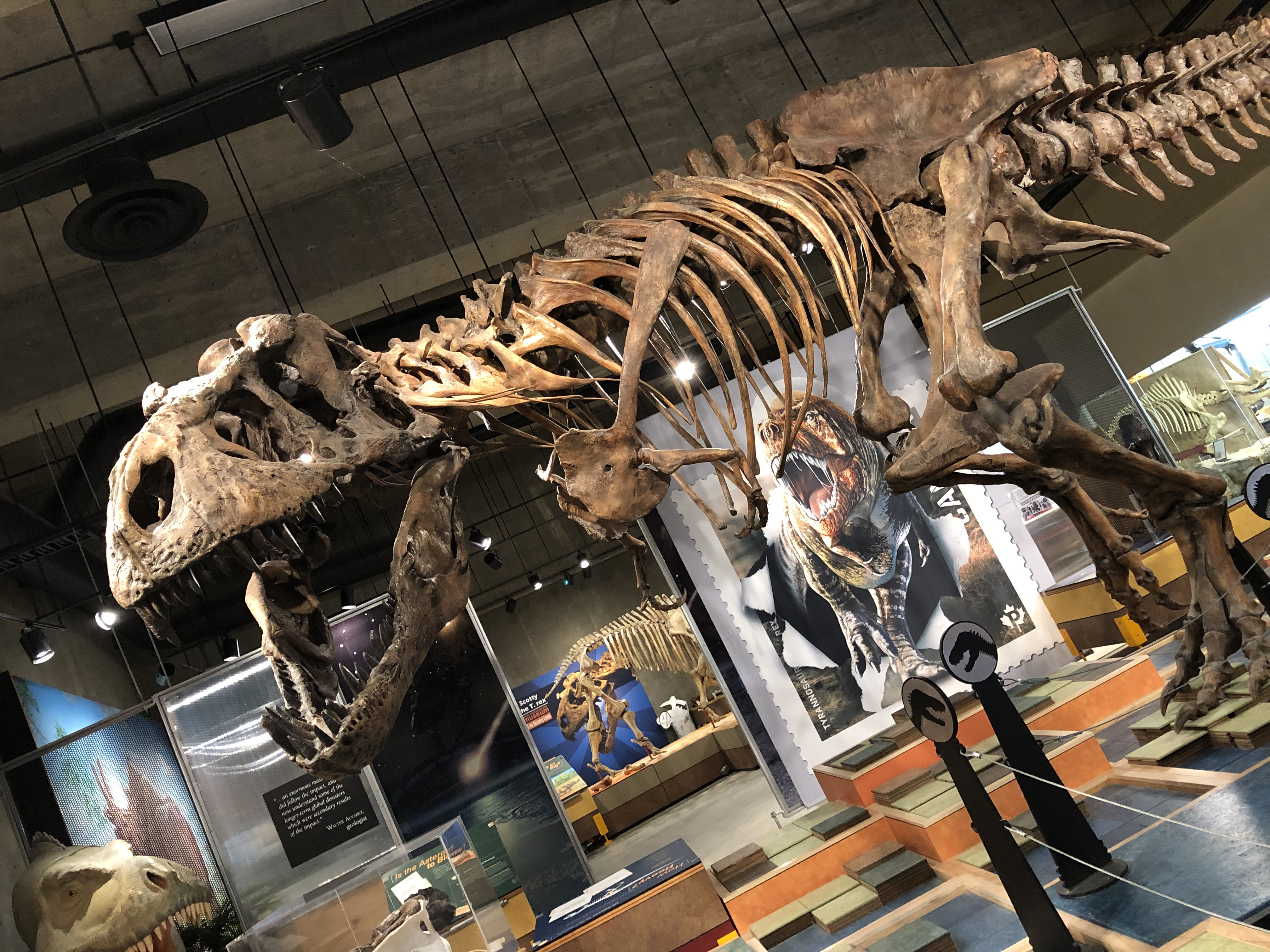
Replika kostry exempláře „Scotty“, pojmenovaného podle skotské whisky.

Podle skotské whisky obdržel svoji neformální přezdívku („Scotty“) také dosud největší známý exemplář dravého dinosaura druhu Tyrannosaurus rex, objevený na území kanadské provincie Saskatchewan 16. srpna roku 1991. Když vědci a jejich spolupracovníci večer slavili svůj objev, měli k dispozici právě lahev skotské whisky, podle které tohoto obřího jedince o délce 13 metrů a hmotnosti necelých 9 tun pojmenovali.